# 杰伊·斯泰西
杰伊·斯泰西（英語：Jay Stacy，1968年8月9日—），澳大利亚男子曲棍球运动员。他曾代表澳大利亚国家队参加1988年、1992年、1996年和2000年夏季奥林匹克运动会曲棍球比赛，获得一枚银牌和二枚铜牌。